# Wirtschaftsgemeinschaft der Länder der Großen Seen

Mitgliedschaft in verschiedenen Organisationen (Stand 2018)

Die Wirtschaftsgemeinschaft der Länder der Großen Seen (französisch: Communauté Économique des Pays des Grand Lacs, CEPGL) ist eine Organisation zentralafrikanischer Staaten, die Freundschaft und Zusammenarbeit fördern soll. Sie wurde am 20. September 1976 mit dem Vertrag von Kigali in Ruanda von den an die Afrikanischen Großen Seen angrenzenden Staaten Demokratische Republik Kongo (bis 1997 Zaire), Ruanda und Burundi gegründet. Sitz der Organisation war Gisenyi in Ruanda.
Seit Dezember 1969 hatten Kongo-Zaire, Burundi und Ruanda über eine regionale Wirtschaftsunion verhandelt. Propagierte Ziele waren zunächst eine gemeinsame Flüchtlingspolitik in den Grenzgebieten, eine Verbesserung der Verkehrsverbindungen untereinander, die gemeinsame Nutzung der Gasvorkommen und Fischereiressourcen des Kivu- und Tanganjika-Sees, gemeinsame Nutzung der Wasserkraft zur Energieerzeugung und gemeinsame Bemühungen zur Industrialisierung. Dafür wurde eine gemeinsame Entwicklungsbank gegründet, die Banque de Développement des États des Grands Lacs (BDEGL). Fernziel sollte ein gemeinsamer Markt sein.
Grundlegende Probleme der Wirtschaftsgemeinschaft waren jedoch das Übergewicht Kongo-Zaires, die stärkere Orientierung Ruandas und Burundis auf die Ostafrikanische Gemeinschaft und die anhaltenden Bürgerkriege. Infolge des Völkermords in Ruanda, des Putsches in Burundi und des Beginns der Kongokriege stellte die CEPGL nach zwanzig Jahren ihre Tätigkeit 1996 zunächst ein; die drei Staaten nahmen einander feindliche Positionen sein. Nach Vermittlung Belgiens vereinbarten die drei Staaten 2008 einen für 2010 angesetzten Neubeginn, der bisher jedoch kaum sichtbar geworden ist.